# サンタモニカの風
「サンタモニカの風」（さんたもにかのかぜ）は、1979年2月にリリースされた桜田淳子の26枚目のシングルである。

## 解説
1977年の「もう戻れない」以来、6作品ぶりに阿久悠が作詞を担当。また編曲家の萩田光雄が作曲も手がけている。この曲で第30回NHK紅白歌合戦に出場した。
当時(1979年頃)、ナショナルエアコン「楽園」のCMソングとして使われたが、2007年にもカバー曲がロッテ「ACUO」のCMソングに起用されている。

## 収録曲
- 全曲作詞：阿久悠／作曲・編曲：萩田光雄

1. サンタモニカの風 (3分20秒)
2. 昼さがりのエレジー (3分22秒)